# Будха Магар, Хари
Хари Будха Магар (англ. Hari Budha Magar; род. 1979, Бхирул) — непальский альпинист, оратор-мотиватор и бывший офицер Британской армии. 19 мая 2023 года он установил мировой рекорд, став первым в истории человеком с двойной ампутацией выше колена, покорившим Эверест.
Кроме того, в 2017 году Будха Магар стал первым в истории альпинистом с ампутацией выше колена, осилившим горную вершину высотой более 6000 метров, покорив Пик Мера.

## Биография

### Ранняя жизнь
Родился в 1979 году в деревне Бхирул, район Ролпа, Непал. Окончил местную школу, а затем стал свидетелем Гражданской войны в Непале.

### Военная карьера
В возрасте 19 лет он поступил на службу в Британскую армию, став офицером полка Королевских гуркхских стрелков. В 2010 году, во время прохождения службы в Афганистане, он пострадал от взрыва самодельного взрывного устройства, потеряв обе ноги.

### Карьера альпиниста
После восстановления от травмы и ухода с военной службы он увлёкся альпинизмом. В 2017 году он стал первым в истории альпинистом с ампутацией выше колена, покорившим вершину высотой более 6000 метров, взобравшись на Пик Мера. Он также является покорителем ряда других вершин, включая Монблан, Килиманджаро и Мак-Кинли.
Его основной целью было покорение Эвереста, однако, незадолго до запланированного похода власти Непала запретили одиночным, слепым и инвалидам-альпинистам совершать восхождения на вершину. Он назвал запрет дискриминационным и стал одним из самых активных участников кампании по борьбе с ним. В 2018 году ему и ряду других активистов удалось убедить Верховный суд Непала отменить запрет.
19 мая 2023 года Будха Магар покорил Эверест, став первым и единственным альпинистом с ампутацией выше колена, которому удалось осилить высочайшую точку Земли.